# 比亞瓦皮斯卡
比亞瓦皮斯卡是波蘭的城鎮，位於該國東北部，由瓦爾米亞-馬祖里省負責管轄，始建於1428年，面積3.24平方公里，該鎮在1709和1711年發生瘟疫，2006年人口4,006。
53°37′N 22°04′E / 53.617°N 22.067°E